# サン・ジョヴァンニ・ヴァルダルノ
サン・ジョヴァンニ・ヴァルダルノ (伊: San Giovanni Valdarno) は、イタリア共和国トスカーナ州アレッツォ県にある、人口約16,000人の基礎自治体（コムーネ）。
その名前のヴァルダルノとはアルノ川の渓谷に有ることを示している。

## 地理

### 位置・広がり

#### 隣接コムーネ
隣接するコムーネは以下の通り。括弧内のFIはフィレンツェ県所属を示す。
- カステルフランコ・ピアーンディスコ
- カヴリーリア
- フィリーネ・エ・インチーザ・ヴァルダルノ (FI)
- モンテヴァルキ
- テッラヌオーヴァ・ブラッチョリーニ

### 気候分類・地震分類
サン・ジョヴァンニ・ヴァルダルノにおけるイタリアの気候分類 (it) および度日は、zona D, 1937 GGである。
また、イタリアの地震リスク階級 (it) では、zona 3 (sismicità bassa) に分類される。

## 行政

### 分離集落
サン・ジョヴァンニ・ヴァルダルノには以下の分離集落（フラツィオーネ）がある。
- Badiola I, Badiola II, Vacchereccia, Vacchereccia Fattoria

## 姉妹都市
- エリコ、パレスチナ
- コーニング、アメリカ合衆国
- スレブレニツァ、ボスニア・ヘルツェゴビナ
- ウェストスプリングフィールド、アメリカ合衆国

## 有名人
- マザッチョ。画家、1401年サン・ジョヴァンニ・ヴァルダルノで生まれた。